# 電子書籍リーダー

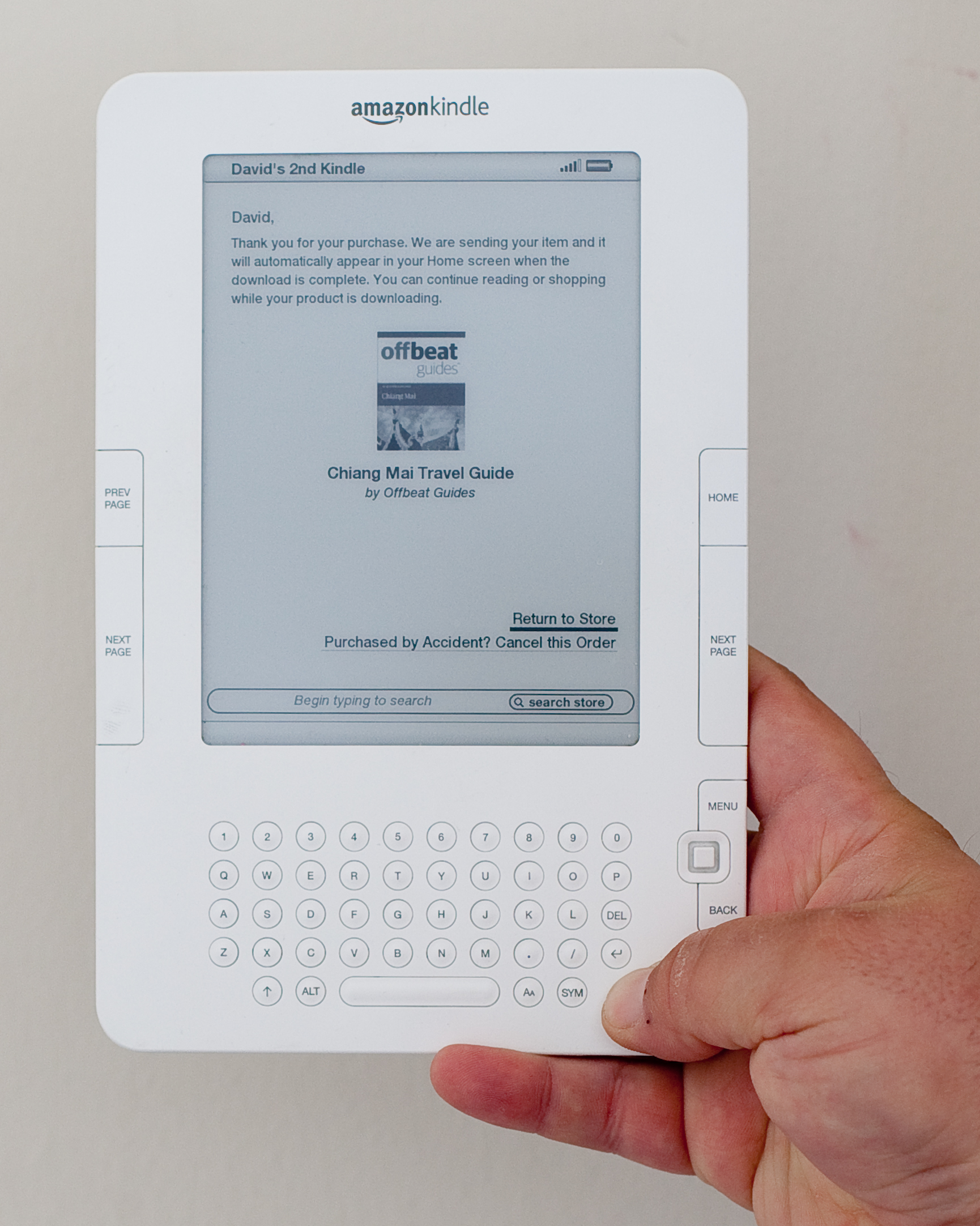
電子書籍リーダー（Amazon Kindle 2）

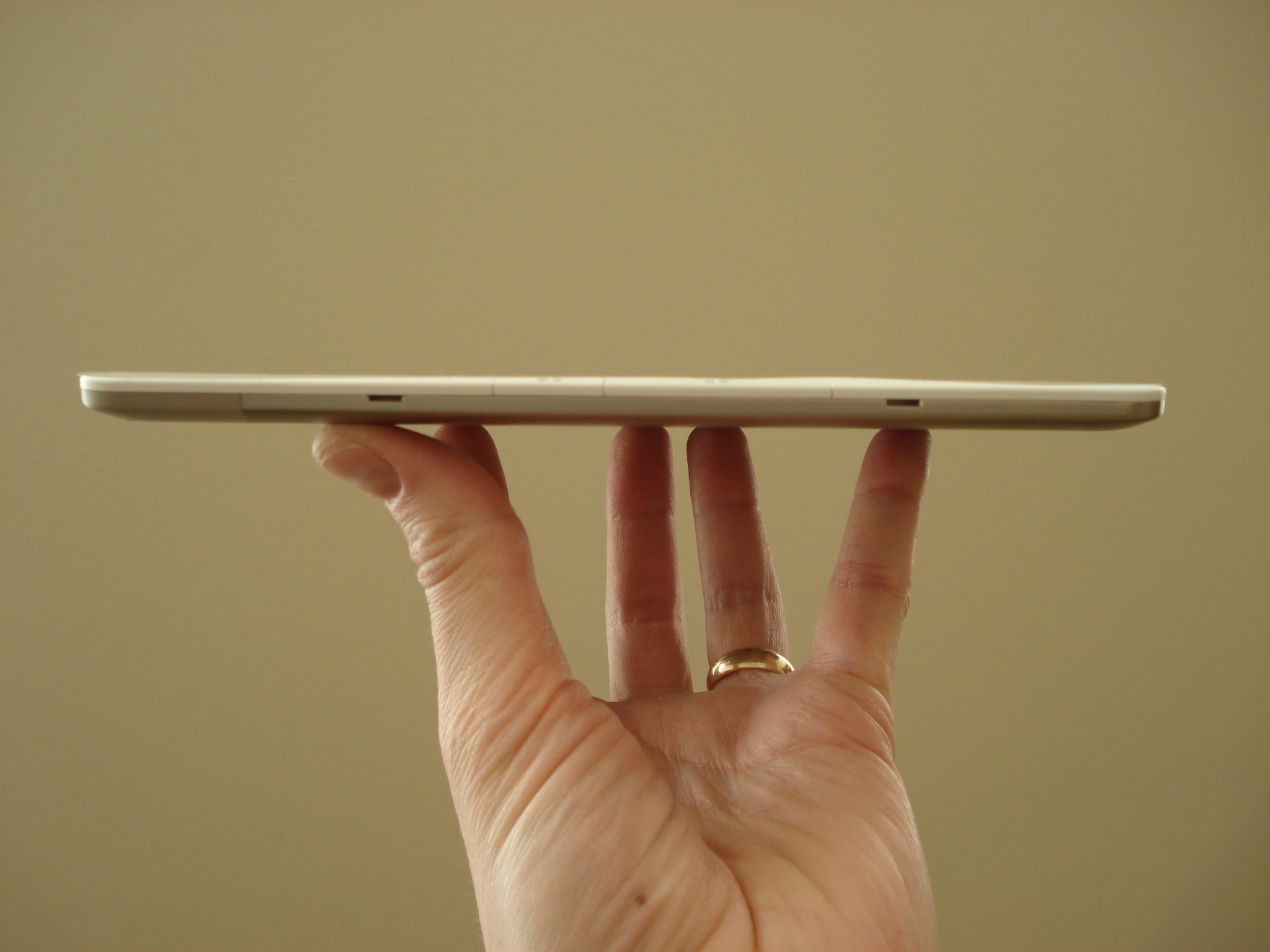
側面（Amazon Kindle 2）

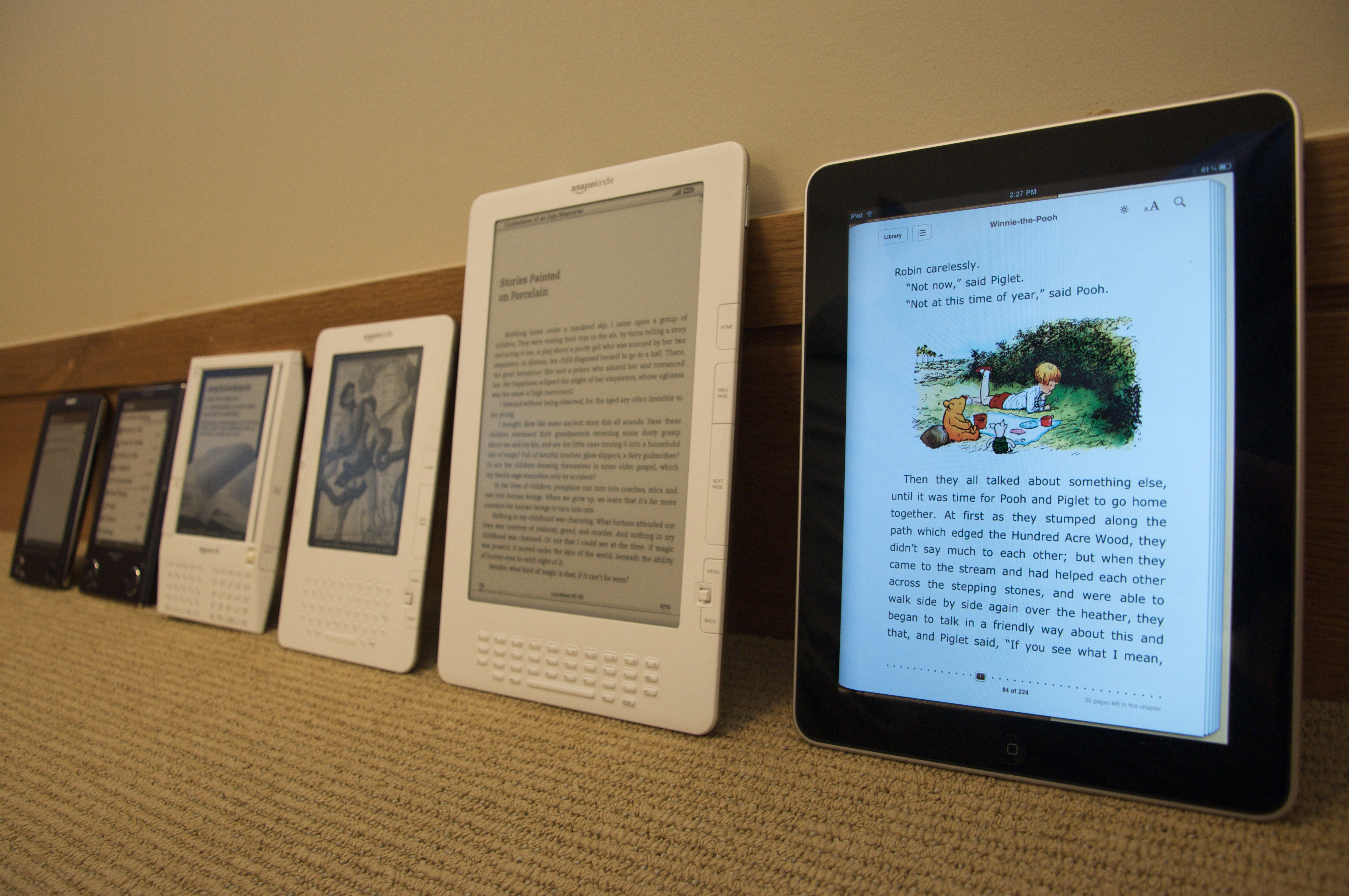
様々な電子書籍リーダー。手前から順に
iPad (Apple、2010年)
Kindle DX (アマゾン、2009年)
Kindle 2 (アマゾン、2009年)
Kindle 1 (アマゾン、2007年)
PRS-505 (ソニー、2007年)
PRS-500 (ソニー、2006年)

電子書籍リーダー（でんししょせきリーダー）とは、電子書籍を閲覧するための専用端末、および電子書籍データを表示する専用ソフトウェアを示す。電子書籍端末、電子書籍ビューアー、デジタルブックリーダー、eブックリーダー、電子ブックリーダーとも呼ばれる。英語にeReaderという呼称もある。
電子辞書も国語辞典や英和辞書などの電子コンテンツを閲覧するための専用端末ということで電子書籍リーダーの一部であるが、本項では主に読書のための端末について記載する。

## 概説
電子書籍とは古くより存在する紙とインクを利用した印刷物ではなく、電子機器のディスプレイで読める電子データである。Amazon.comのKindleに代表される専用端末や、スマートフォンなど汎用端末用の電子書籍ソフトウェアなどがある。
電子書籍のコンテンツの多くは、既に出版された紙の書籍の情報を、デジタルな文字情報や必要ならば挿絵をデジタル画像情報へ変換して所定のフォーマット（代表的なものにEPUB、PDF、.MOBIなどがある）の電子ファイルにすることで、印刷、製本、流通のコストや省スペース性を図ったものである。このコンテンツには有料のものと無料のものがあり、以前は記録メディアに保存して販売されることが主流であったが、インターネットインフラの普及により、今では多くが無線・有線のネットワークを経由してのダウンロード販売によるコンテンツの入手が一般的となった。また紙の書籍では不可能な、ハイパーリンク・動画・音声などを併用したコンテンツも可能で、インタラクティブなコンテンツが作成できるのも特徴である。
これまでは爆発的な普及という領域には至らなかったが、2007年9月に発売されたKindle 3は3G通信機能と膨大な蔵書を擁した「Kindleストア」と呼ばれるオンライン配信サイトを設置し、音楽・映像配信分野でAppleがiTunes Storeで見せたような垂直統合型と呼ばれるビジネスモデルを完成させたため、米国では利用者が激増した。2009年のクリスマスセールではアマゾン自らが、Kindleがアマゾンで最も売れた製品であるということをアピールし、同時に電子版のコンテンツが紙版の売り上げを凌いだと発表した。
また電子書籍専用の端末ではないが、スマートフォンやタブレット端末も利用することができる。アップル、グーグルも独自の配信サービスを立ち上げ、アップルが2010年4月3日に世界に先駆けて北米で発売したiPadは、電子書籍市場で圧倒的なシェアを誇っていたアマゾンに反撃を加える様相となった。しかし、その後アマゾンが他社にもアマゾンの提供するコンテンツの閲覧ソフトを無料で提供する事を発表したため流動的となっている。

### 日本での展開
日本では独自に発展したフィーチャーフォン（ガラケー）に向けたケータイ小説が一時期流行するなどしたが、出版業界とのしがらみなどがあり、電子書籍に消極的であった。
電子書籍より一歩先に印刷物から電子媒体へと変化して普及していたのが電子辞書である。電子辞書も国語辞典や英和・和英辞書といった特定の辞書1冊だけを含んだものから、多数の辞書情報を含んだ上にクイズやゲーム、辞書拡張用の専用メモリカード対応など付加的機能を備えた上級機種が登場しており、メモリーカードで外部からテキストファイル等を取り込んで読める機種では電子書籍に近い利用方法が可能になっている。
2009年2月にカシオ計算機は、「XD-GF10000」で文庫本を開くように本体を横位置にすると液晶画面にページ片側だけだが文庫本のような縦並び文章の表示が可能だった。電子辞書が電子書籍の再生機能を公式に含んで販売される事は2009年6月現在まだ無く、カシオとシャープの電子辞書担当者はともに将来の展開について明言しなかったが、カシオでは出版社の協力が得やすいと言い、シャープでは電子辞書が今後そなえる低消費電力表示や通信機能などの技術は電子書籍機能の実現でも求められるとしていた。
2010年に入りようやく動きが活発し、7月にはNTTドコモと大日本印刷連合、KDDIと凸版印刷、ソニー連合がそれぞれ電子書籍におけるアライアンスを発表し、2010年9月にはシャープが日本向け電子書籍リーダーとスマートフォンの機能を併せ持つandroid OSのGALAPAGOSやブックリーダー（SH-07C）を、ソニーが電子ペーパーを採用したReader（ソニー・リーダー）を発表した。またブックリーダー専門ではないが、電子書籍閲覧に適したGALAXY Tabといった、タブレット型のスマートフォンも発売された。

## 歴史

### 第一世代「外部メディア利用型」
新聞・雑誌・書籍という従来型の出版形態に代わって携帯型の電子装置の表示画面でこれらを読むという考えは古くから存在し、1990年から小型の専用機器が販売されるなど電子書籍の普及に向けた事業がはじまった。
最初の電子書籍用リーダーは1990年に発売された8cm CD-ROMを記録メディアに使った日本のソニー製電子ブックプレイヤー「データディスクマン」であった。その後、1993年にNECが3.5インチ・フロッピー・ディスクを使用した「デジタルブックプレーヤー」を発売した。5.6型モノクロ液晶画面と数個のボタンで操作する点はサイズなど含めて今日のKindleと似た形態であった。

### 第二世代「コンテンツ内蔵型」
インターネット利用が一般化した2000年前後より、テキストファイルによるコンテンツの提供がプロジェクト・グーテンベルクや青空文庫などで著作権切れ作品の有志によるテキスト化や著作者自身によるコンピュータ・ネットワーク上での配布も存在する。2000年代ではコンテンツへの課金方法が整備され、利益を創出する有料メディアとして、小説以外にコミックや雑誌または写真集などの電子書籍も登場している。
大きく分けてダウンロード型とオンラインで閲覧するストリーミング型の2つの形態が存在し、ファイル形式やデータ形式もさまざまで、代表的なPDFやEPUBを含め、日本国内だけでも20種類以上のファイルフォーマットが存在する。ただし、多くは世界水準として認められているとは言えないものである。

### 第三世代「3G通信経由ダウンロード型」
Kindleが最初に3G通信（キャリアはSprint）を介したWhispernetによるダウンロード型販売のモデルを構築した。Kindleは国際版が2009年11月に発売され、日本でも利用が可能となった（日本市場においては、NTTドコモとソフトバンクモバイルが回線を提供している）。
小型・ 大容量で低価格となった記憶媒体の採用で多数の電子書籍を格納できるようになり、 バッテリーの性能の向上と電子回路の省電力化技術によって、使用可能時間を長時間となっていった。

## 利用形態

### インターネットからダウンロードして閲覧する
インターネットにある電子書籍書店などのサイトから、必要なデータを全て端末にダウンロードして読む形式である。これは常時接続を前提とするデスクトップパソコンではあまり利便性は無いが、通信量で課金が発生する携帯電話や、回線との接続を外して持ち歩くノートパソコンや携帯情報端末では大きな意味を持つ。反面、データとして完結している必要性から、これらデータの複製を作る行為がネックとなる。
データ形式は各書店サイトが利用するリーダーソフトによって多くの種類が存在し、AdobeReaderで閲覧するPDF形式やシャープのXMDF、携帯電話でコミックを読むためのセルシスのコミックサーフィン（現在では、ボイジャー社のドットブック形式ファイルが利用できるブックサーフィン）などがある。
現在、パソコンへの配信はデジタルコミックを中心に配信がおこなわれている。ボイジャーが提供するT-Timeが閲覧用アプリケーションとしてシェアが高い。ただし、イーブックイニシアティブジャパンやマンガノベルのように、独自にアプリケーションを提供している配信元もある。

### ダウンロードストリーミング方式によって閲覧する
携帯電話の場合はキャリアごとの端末機の仕様のため、実際には、KDDI（au）、ソフトバンクモバイルがダウンロード方式でNTTドコモは、ストリーミング方式である。2003年11月に、はじめて携帯電話でダウンロード方式のコミック配信をビットウェイ社が開始した。携帯電話のコミック用ビューワーは、当初ベクター形式のコミックサーフィンとラスター方式のビットウェイ・ビューワーの2方式で始まった。その後、コミックサーフィンにラスター形式の機能が実装された。現在ではラスター方式が主流である。

### 著作権保護優先の方式
電子書籍データを端末に一部、またはすべてダウンロードするが、閲覧するためにはインターネットへの接続が必要な形式である。サーバから情報をダウンロードして、キャッシュとしては記憶されるが、この一時ファイルは閲覧中は開かれたままで、静的なデータとしては基本的に保存できない。インターネット上のサーバに接続していないと閲覧できないため、提供側はかなり確実な著作権保護を得られるが、閲覧者には利便性が損なわれる。

## コンテンツ
電子書籍は書籍出版の一形態と考えられ、米国ではそのページ内の情報はインターネット・ウェブと同様にコンテンツと呼ばれる。コンテンツそのものが多様な種類があり、これを提供する側もさまざまな関係者が存在する。従来の紙媒体で出版されていたコンテンツのカテゴリーを網羅することはもちろん、Kindleストアに見られるようなブログの有料配信モデルや絶版誌の復刻、クイズやパズル系のコンテンツなど紙媒体では存在しなかったようなコンテンツのカテゴリーも出版可能となっていることが強みの一つである。

## 価格設定と印税率
米国では一般的には著作者が値段を設定できることが多い。Kindleストアでは著者（あるいは出版者）は99セント～200ドルまでの間で任意の数字を売価として設定できるようになっている。著作者はコンテンツが販売されるごとに売価に対してストア側が決めた所定の印税率を掛けたものを印税として受け取れる。Kindleストアでは通常月末の45日～60日といったサイクルで印税が支払われる。そのため紙出版よりもはるかに速く印税を回収できる。

## その他

### 既存物の権利
コンテンツの多くは紙媒体での出版を前提とした契約下で関係者が制作に携わったものであり、その電子化と公開ではそれら関係者の利権が絡み合い、デジタル情報ゆえに新たな契約が対象とする配布媒体・データ形態の範囲がわかりにくいなど、コンテンツの電子化にも技術面以外の様々なハードルが存在している。

### 著作権切れの無料コンテンツ
プロジェクト・グーテンベルクや青空文庫のような著作権切れコンテンツも存在する。著作権切れの書籍などをデジテル情報による無料コンテンツへ加工する作業は、ボランティアや無償提供目的の公益の事業{などが行なっている。日本では国立国会図書館や複数の大学図書館、美術館などが著作権適用期間を過ぎた古い書物や古文書の電子化を行なっているが、これらは互いに異なるファイル形式で記述しているために、利用者には不便である。これらの著作権切れコンテンツを自社のファイル形式に変換して無料で提供する商業的電子書籍流通網も少なくない。
世界的に日刊新聞の発行部数は下降しており、日本では出版業界も1990年中頃から後半にかけて販売が減少し、これらの電子書籍への参入を後押ししている。"Wall Street Journal"や"FOX"を保有する米Newsグループでは2009年から2010年に電子書籍への参入するとされる。"San Francisco Chronicle"や"ESPN"を保有する米Hearstも2009年に電子書籍への参入するとされる。米最大手の書店"Barnes & Noble"も2009年内に電子書籍販売サイトを立ち上げる。

### 図書館
公立図書館では2002年、北海道岩見沢市立図書館が電子書籍の閲覧サービスをはじめたが、需要が少なかったため、書店の指定した2カ月の無償での試行の後、取り止めとなった。2005年から奈良県生駒市立図書館が電子書籍端末「リブリエ」による電子書籍の閲覧・貸出サービスをおこなっている。

## 課題

### 著作権保護と可搬性
紙の出版物をデジタル情報化すれば、なんらかの複製制御の仕組みを配布方法や再生機器内に備えないと、デジタル情報は容易に複製物が作られるようになり、P2P型共有ソフトなどの違法な情報複製によって本来の著作物の販売が阻害されるなど著作権者の権利が侵害される可能性が高い。これを避けるために、電子書籍では当初からオンラインによる認証機能を設けたり、ダウンロードした端末以外で閲覧できないようにするといったハードウェア・キーを導入したりすることで広範な複製はおこなわれないようになっている。著作権者の権利保護はこれでほとんど問題がないが、利用者にとっては購入したコンテンツは特定の機器に縛られて他へ移動することが制限されるなど、可搬性は低下する。閲覧キーを購入する方式ではその損壊によって再生できなくなる。
しかし2010年代に入りクラウド化が急速に進み、利用者は購入した書籍を電子書籍流通会社の「書庫」に保存できるだけでなく、読み出しのための鍵も、端末が損傷するなどして使えなくなっても電子書籍流通会社のウェブサイトで書籍に購入と同じ程度の簡単な認証（無料）で他の端末に移動できたり、もともと同じアカウントを使用するように設定した一定数までの複数の端末で同時の読書を認めるなど、「回し読み」が可能な紙の書籍と同程度もしくはより優れた利便さへの改善が進んでいる。

### デジタルデバイド
全国民が端末を持っているわけではないので、デジタルデバイド（情報格差）を生じる可能性がある。

### 出版社・書店の影響
電子書籍が流通すれば電子書籍出版社が直接著作者から出版権を購入し販売することになる。そうなれば出版社や書店は大打撃を受けると予想されている。日本国内の大手出版社は2010年2月に日本電子書籍出版社協会（仮称）を発足させアマゾンなど大手ネット書店に対抗する予定である。

### 日本市場特有の課題
- 縦書きや日本語特有の組版の対応
- 漢字OCR技術の向上
- 外字の表示

## 専用端末の例
電子書籍リーダーの代表的なものとしては、主に以下のものがある。

### 発売中のもの

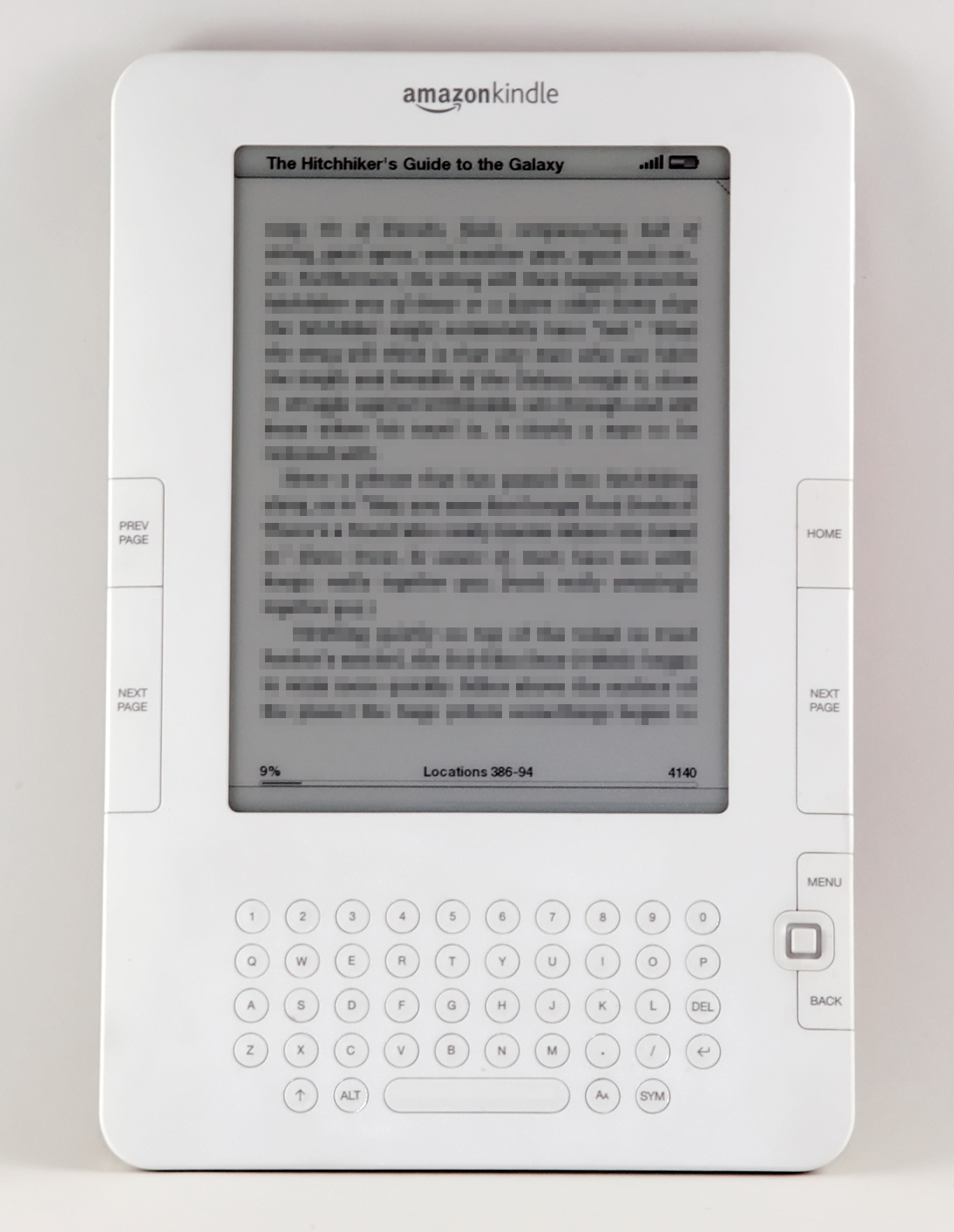
Amazon Kindle
Amazon.comによる電子書籍端末。電子書籍のファイルは独自形式（.AZW）を採用。
kobo
カナダのKobo社が開発したブックリーダー。kobo Touchは日本では2012年7月19日から楽天より発売された。7980円という戦略的な価格であり、楽天はこれを「挑戦価格」と呼んでいる。ファイルフォーマットはEPUB3を採用し、PDFにも対応している。通信機能はWi-Fi（IEEE 802.11b/g/n）に対応している。ブックリーダーと電子書籍コンテンツは楽天の「Kobo イーブックストア」から購入する。青空文庫の電子書籍がEPUB3のフォーマットで収録されていて無料で読める本としてダウンロードできる。2012年11月15日からkobo gloが7980円で、2012年12月20日からkobo miniが6980円で発売された。
Nook（ヌック）
アメリカのBarnes & Nobleが開発した電子書籍リーダー。OSはAndroidベース。2009年10月20日に米国で発表され、11月30日に259米ドルの値段で発売。日本では販売していない。
BOOX（ブークス）
中国のOnyx InternatinalによるEinkディスプレイ搭載のAndroid端末。
Bookeen
フランスのBookeenが販売する電子書籍リーダー。
PocketBook
スイスに本部がある多国籍企業による電子書籍リーダー。

### 発売終了したもの
デジタルブック
NECが1993年に発売を開始した電子書籍で、ソフトはフロッピーディスクで提供され専用のプレイヤーで閲覧した。
シグマブック（ΣBook）
松下電器産業（現・パナソニック）が2004年2月に発売した電子書籍端末で、記憶型液晶を2枚備え、本のように見開きで読めるのを特徴とした。
リブリエ
ソニーが2004年4月24日に発売した電子書籍専用端末。対応する電子書籍のファイルフォーマットは独自形式を主体とするが、シグマブックとの違いはその多機能性である。電子辞書を使用することができ、また朗読機能も有していた。しかし、書籍に対して本体価格が4万円台と高く、モノクロ表示しかできないこと、書籍は閲覧期間を制限されたレンタルのみという制限などもあり、電子書籍の普及に貢献するには至らなかった。端末の製造は2007年5月に終了、配信サービスも2009年2月に終了した。
ワーズギア
2006年には松下電器産業からシグマブック後継のカラー液晶ディスプレイを採用した単画面仕様のWords Gear（ワーズギア）が発売されたが普及せず、2008年3月に電子書籍端末の製造を終了、同年9月30日には配信サービスも終了した。
ソニー・リーダー
ソニー製ブックリーダー。E INK方式電子ペーパーを使っている。画面はモノクロ表示である。2006年9月に米国で販売が開始され、2010年12月10日に日本でも発売された。2013年モデルのPRS-T3を最後に後継機種のリリースの予定はない。
biblio leaf SP02
auブランドを展開するKDDIおよび沖縄セルラー電話が2010年12月に発売した電子書籍専用端末。独自形式を採用。CDMA2000 1xEV-DO Rev.A対応通信モジュールおよび無線LAN、ソーラーパネルなどを搭載。開発・製造は台湾・鴻海精密工業（Foxconn）。2012年5月に販売終了。2016年4月30日には「LISMO Book Store」サービス終了に伴い停波した。
GALAPAGOS
シャープ製のブックリーダー。2010年12月10日より発売。通常の電子書籍フォーマットに加え、日本独自の雑誌などのコンテンツにも対応した次世代XMDF対応書籍ビューアを搭載していた。
またNTTドコモよりFOMAハイスピードの3G回線に対応したブックリーダー (SH-07C)（シャープ製）が2011年に発売された。OSにはスマートフォンで搭載されているAndroidが採用されているため、Androidのブラウザやコンテンツも一部利用可能となった。
Lideo（リディオ）
日本のBookLive社が開発したブックリーダー。日本では2012年12月から三省堂書店をはじめとした全国書店より8,480円で発売されていた。特徴は、WiFi（無線LAN）とWiMAX（公衆高速無線回線）が標準装備され、通信料が完全無料の端末である。通信利用について容量制限や、基本料金などの条件がない国内では唯一の書籍専用端末だった。2016年5月8日、三省堂書店での店頭販売を終了。2018年5月31日、保証期間外の修理・付属品の供給を終了。